# Nachrichtenverbindung
Eine Nachrichtenverbindung bzw. Verbindung (englisch connection oder call) ist ein Nachrichtenweg (connection), der aufgrund einer Wahlinformation (call), die ein Ziel bezeichnet, zwischen Endstellen in einem beliebigen Nachrichtennetz geschaltet wird, um Nachrichten auszutauschen. Dabei kann der physikalische Pfad abschnittsweise verschiedene Übertragungsverfahren nutzen:
Wenn für die Übertragung von Nutzdaten eine Nachrichtenverbindung zwischen Sender und Empfänger in beiden Richtungen hergestellt und aufrechterhalten werden muss, nennt man die Kommunikationsart verbindungsorientiert. Dies kann geschehen durch das Vermitteln einer Leitung oder durch den Aufbau eines logischen Kanals.
Eine reguläre Nachrichtenverbindung hat drei Phasen:
1. Verbindungsaufbau
2. Nachrichtenaustausch
3. Verbindungsabbau.

Anders sind verbindungslose Übertragungen ohne Übertragung in der Gegenrichtung, z. B. der verbindungslose Allgemein-Rundfunk.

## Anzahl der Endstellen
Werden zwei Endstellen verbunden, so wird dies als
- Punkt-zu-Punkt-Verbindung (Unicast)

bezeichnet; sind es mehr als zwei Endstellen, als
- Mehrpunktverbindung; dazu gehören z. B. die verschiedenen Formen der Nachrichtenverteilung (Multicast) mit Rückmeldung. Spezielle Formen der Mehrpunktverbindung können Dienste wie

- Rundruf (Broadcast) oder
- Gruppenruf (Multicast)

enthalten.

## Vermittlungsarten
Eine Nachrichtenverbindung kann fest geschaltet sein oder hergestellt (vermittelt) und aufrechterhalten werden.

### Nicht fest geschaltet
Im allgemeinen Fall werden Nachrichtenverbindungen von Vermittlungsstellen geschaltet.
Die Gesamtheit von Endstellen, Nachrichtenwegen und Vermittlungsstellen, die gemeinsam dem Aufbau von Nachrichtenverbindungen zum Nachrichtenaustausch dienen, wird als Nachrichtennetz (communication network) oder einfach als Netzwerk bezeichnet.
Vermittlungsverfahren sind:
- die Leitungsvermittlung (Durchschaltevermittlung), die für die Verbindung einen geschalteten (physikalischen) Kanal mit fester Bandbreite bereitstellt.
  - Bei der Speichervermittlung wird ein logischer, also durch Adressierung festgelegter Kanal bereitgestellt; physikalisch werden die einzelnen Übertragungsabschnitte aber im Multiplexbetrieb von mehreren logischen Verbindungen benutzt. Daher wird eine speichervermittelte Verbindung auch als virtuelle Verbindung bezeichnet (virtual call).
- die Paketvermittlung (Vermittlung paketierter Nachrichten), welche die Verbindung physikalisch über wechselnde nicht ständige Pfade führt. Die Verbindungseigenschaft wird durch eine Kontrollogik in den Endstellen und in den Schaltknoten sichergestellt.

Wahl- und Signalisierungsverfahren, mit denen Verbindungen auf- und abgebaut werden, gibt es viele. In der Leitungsvermittlung für Sprachkommunikation zählen Impulswahlverfahren, Mehrfrequenzwahlverfahren und Digital Subscriber System No. 1 dazu, in der Paketvermittlung im Internet der Protokollstapel TCP/IP.

### Fest geschaltet
Eine Standleitung ist eine permanente Nachrichtenverbindung, die nicht über Schalteinrichtungen in Vermittlungsstellen geführt wird.
Eine semipermanente Verbindung (SPV), auch Vorbestellte Dauerwählverbindung genannt, wird über fest geschaltete Nachrichtenwege in Vermittlungsstellen geführt und kann von den Endstellen nicht abgebaut werden.